# 比尔·皮克林
威廉·海达德·皮克林（英語：William Hayward Pickering, ONZ, KBE，1910年12月24日—2004年3月15日），美国航天先驱，前任喷气推进实验室主任。

## 生平
皮克林1910年出生于新西兰的惠灵顿，1929年移居美国。曾获电子工程学士学位和硕士学位，1936年在加州理工学院获得物理学博士学位。1941年皮克林取得美国国籍。1944年，皮克林进入当时由美国陆军掌管的喷气推进实验室工作，从事导弹研究，曾主管美国第一个导弹系统“下士”的研发工作。1954年到1976年期间，皮克林担任喷气推进实验室主任。在他上任后的第三年，即1957年的10月4日，苏联成功发射了第一颗人造地球卫星，随后美国政府决定和苏联在太空领域展开竞争。皮克林调集了实验室的人力物力组成人造卫星研发小组，在83天时间内制造出了美国第一颗人造地球卫星“探险者一号”，并于1958年1月31日成功发射升空。
1958年，实验室由新成立的美国宇航局接管，在皮克林的领导下，喷气推进实验室开始大力发展无人太空探索。1962年美国发射了水手2号金星探测器，第一次成功实现了对金星的近距离考察。1974年美国的水手10号探测器第一次发回了从金星附近拍摄的照片。皮克林还在积极推动了对月球的探测活动。由于在任期间的领导，皮克林被尊称为“JPL先生”。1976年退休之际，皮克林获得由美国总统杰拉尔德·福特颁发的国家科学奖章。由于他对美国太空探测事业的贡献，皮克林曾两次成为《时代》杂志的封面人物。2004年，威廉·皮克林因肺癌在美国加利福尼亚州拉卡尼亚达的家中逝世，终年93岁。现任喷气推进实验室主任查尔斯·叶拉契说：“皮克林博士是我国航天领域的带头人。正是他把美国带入了太空，并让月球和其他行星向人类敞开了大门。”

## 参阅
- 喷气推进实验室

## 外部連結
- IEEE Legacies（页面存档备份，存于）
- Biography of William Pickering by The New Zealand Edge
- Faces of Leadership: the Directors of JPL
- William H. Pickering on NASA website（页面存档备份，存于）
- New Zealand Spaceflight Association（页面存档备份，存于）
- A biography by John Campbell（页面存档备份，存于）
- RSNZ obituary(（页面存档备份，存于）)
- Caltech obituary(（页面存档备份，存于）)